# Alejandro Semín

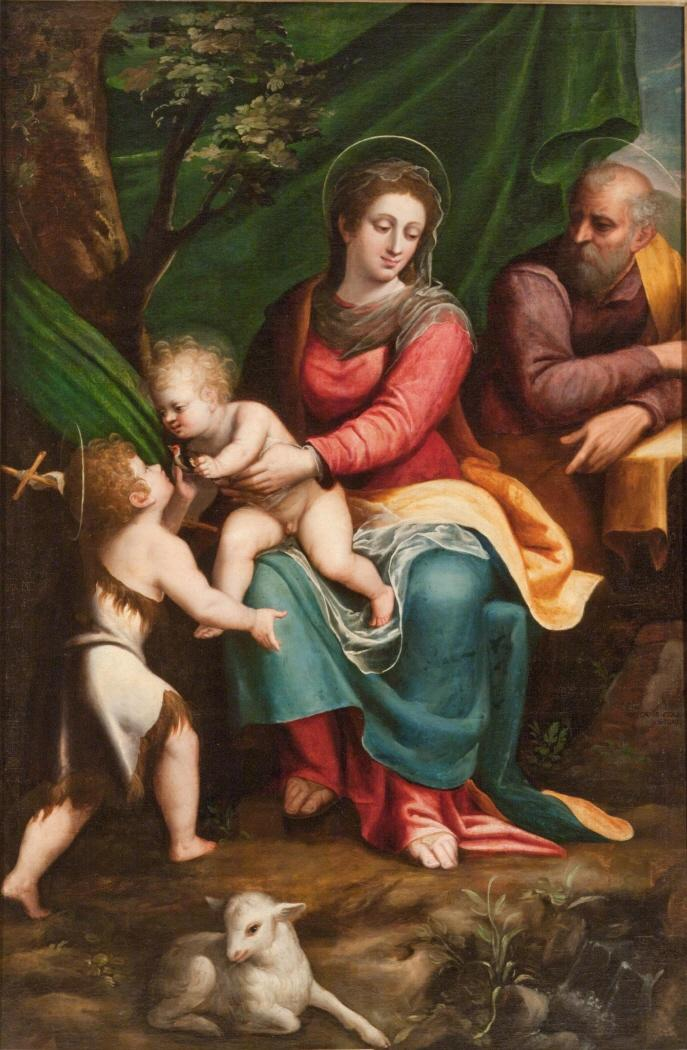
Alessandro y César Semin: Sagrada Familia con san Juanito, óleo sobre lienzo, 182 x 122 cm, Madrid, Real Academia de Bellas Artes de San Fernando. Firmado «Caesar eta Alexandre Semino».

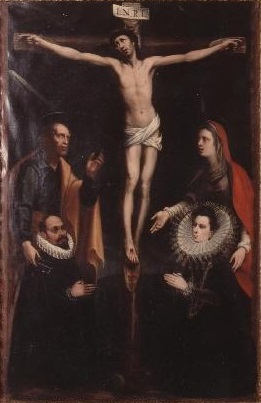
Cristo crucificado con la Magdalena, san Pedro y los donantes, 1605. Óleo sobre lienzo, 170 x 1107 cm, Toledo, Museo de Santa Cruz. Depósito de la parroquia de San Andrés y san Cipriano.

Alessandro Semino, llamado en España Alejandro Semín, fallecido en Toledo en 1607, fue un pintor manierista italiano natural de Génova, establecido en España junto con su hijo Julio César Semín en los últimos años del siglo xvi o muy a principios del siglo xvii.

## Biografía
Miembro de una saga de pintores genoveses iniciada por su abuelo, Antonio Semino e hijo de Andrea Semino —formado en el seguimiento de Rafael Sanzio—, antes de desplazarse a España trabajó en estrecha unión con un hermano, llamado Cesare, que quizá fuese el mayor de ellos pues su nombre le precede en la firma de la matrícula de los pintores de Génova. Los dos hermanos aparecen mencionados por primera vez en un despacho de Sancho de Padilla, embajador español en Génova, fechado en octubre de 1572, en el que daba cuenta del propósito de Andrea de trasladarse a la corte española asistido por dos hijos «que le ayudan bien». El proyectado viaje no se realizó y los dos hermanos participaron en los programas decorativos al fresco realizados por el taller en los palacios genoveses de Giovanni Battista y Andrea Spinola y de Ambrogio di Nero, dentro de la década de 1570, o en el más tardío del palacio de Angelo Giovanni y Giulio Spinola, realizado entre 1592 y 1594, en el que pudo participar todavía su padre, ya anciano. Ciclos decorativos semejantes, a base de putti y perspectivas, debieron de asumir por su propia cuenta en otros palacios y villas los dos hermanos, cuya firma se encuentra en una escena de batalla al fresco conservada en el palacio Lomba Doria de Savona, procedente de la villa Pallavicini de Sampierdarena. En pintura al óleo Alzieri citaba una tabla, que calificaba de mediocre, en el desaparecido Oratorio de los santos Antonio Abad y Pablo Ermitaño de Génova, con pinturas dedicadas a los milagros de san Antonio, que llevaba la firma «Caesar et Alexander Semini me pinxerunt - 1585», y un Martirio de santa Catalina, obra también de los dos hermanos, en la capilla de la Anunciación de la iglesia de San Lorenzo, actualmente en la de san Roque.
Favorecidos por el mecenazgo de Juan Andrea Doria se documentan numerosos encargos hechos a los dos hermanos en la década de 1590, tanto en pintura al fresco, en el oratorio de la esposa del mecenas en el palacio Fassolo, como en pintura al óleo —pala de altar con el Bautismo de Cristo en la iglesia de San Agustín de Loano—, algunos de ellos espléndidamente pagados.
Se ignora el momento en el que, probablemente sin la compañía de su hermano, Alejandro se trasladó a España. Recordado por Vicente Carducho en sus Diálogos de la pintura por las pinturas del palacio de El Pardo, Alejandro y su hijo Julio César son citados conjuntamente en una cuenta de pago por lo que «montare» pintar al fresco y dorar la bóveda de la antecámara del rey del citado palacio, donde el tema elegido para ser representado era el de la historia de Psique y Cupido, aunque en la tasación de la obra terminada, realizada en agosto de 1612, ya solo se citaba al hijo, precisándose que la historia del medio de la bóveda había sido pintada por Miguel Ángel [Leoni].
El 30 de enero de 1606 contrató con el concejo de la ciudad de Toledo el retablo de la capilla fundada por Isabel de Oballe en la iglesia de San Vicente, para el que debía pintar un lienzo con el tema de la Inmaculada Concepción, y la pintura al fresco de paredes y bóveda. Fallecido a mediados del año siguiente, posiblemente sin haber llegado a comenzar el trabajo por no estar aún blanqueadas las paredes, el encargo pasó al Greco, que se comprometió a hacer el retablo «de la manera e con las condiciones que estaba obligado alexandro semyno», sin cobrar más de lo que con Semín se había estipulado por las «demasías» que se ofrecía a hacer. El Greco, con todo, desdeñó las «menudencias sobre cal» y propuso que toda la decoración se hiciese al óleo, pintando para ese lugar la Inmaculada del Museo de Santa Cruz y la Visitación de Dumbarton Oaks.
Perdidos esos frescos, o lo que de ellos llegara a pintar, lo que se conserva de su mano es un Cristo crucificado con la Magdalena, san Pedro y los donantes (Toledo, Museo de Santa Cruz), pintado «con exactitud en el dibuxo y con nobleza de caracteres» según Ceán Bermúdez, que pudo ver la pintura en su antiguo emplazamiento de la parroquia de San Bartolomé, o de Sonsoles, de Toledo —integradas algunas de sus cofradías en la de San Andrés tras su desaparición en 1842— y una Sagrada Familia con san Juanito del Museo de la Real Academia de Bellas Artes de San Fernando) firmada «Caesar eta Alexandre Semino». Procedente de la colección de Manuel Godoy, que la adquirió de la iglesia de San Pascual de Madrid, en 1816 ingresó en la Academia donde estuvo atribuida antes de la aparición de la firma a Luca Cambiaso. Ceán Bermúdez, que no distinguía al padre del hijo y creyó que se trataba de un mismo pintor, atribuyó también a Semín la pintura del retablo mayor del Real Colegio de Doncellas Nobles de Toledo.